# Candida tropicalis
Candida tropicalis je druh kvasinky, která je po Candida albicans druhým nejrozšířenějším patogenním druhem z rodu Candida. U lidí se sníženou imunitou způsobuje slizniční, kožní nebo celosystémové houbové infekce nazývané candidózy.

## Charakteristika a identifikace

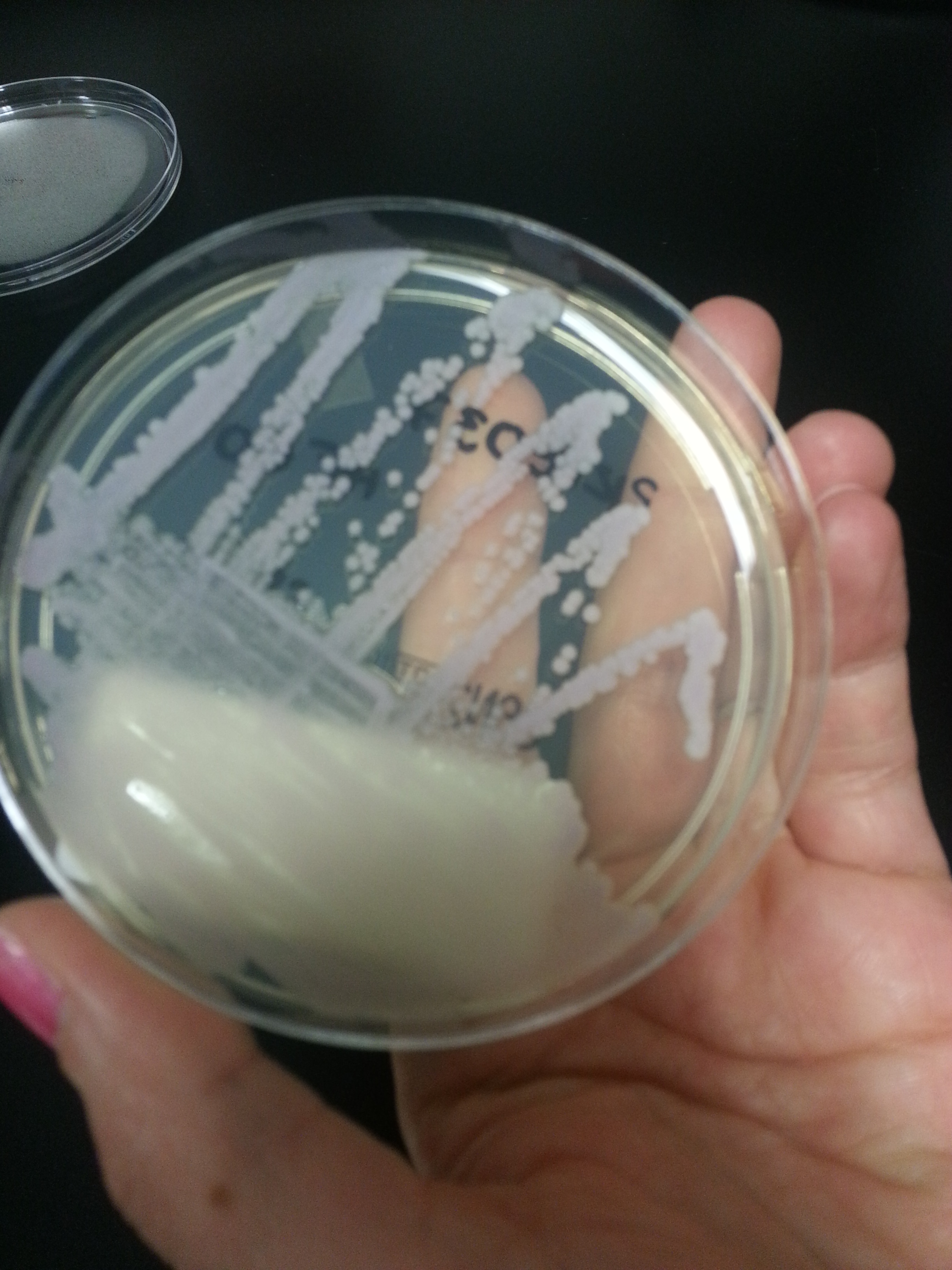
Candida tropicalis na tuhém agaru

Patří do říše Fungi, divize Askomycota, třídy Hemiascomycetes a řádu Saccharomycetales. Jedná se o diploidní dimorfní kvasinku, která se vyskytuje buď jako samostatné elipsoidní pučící buňky nebo formuje pseudomycelium. To je tvořeno samotnými buňkami kvasinek, které jsou spojeny v řetízcích či shlucích do struktur připomínajících mycelium. Pseudomycelium vzniká pučením buněk. V ojedinělých případech mohou kvasinky tvořit i pravé hyfy, což je jejich společnou vlastností s Candida albicans.
Vhodnou půdou pro kultivaci této kvasinky je Sabouradův agar (SA). Tato půda obsahuje málo živin pro bakterie, ale kultivují se na ní kvasinky a plísně. Candida tropicalis na ní tvoří krémové, bílé až šedé kolonie. Mohou být matné, měkké, hladké nebo vrásčité a tuhé. Samy o sobě nejdou na této půdě rozpoznat od ostatních kvasinek z rodu Candida na základě makroskopických znaků. Odlišení probíhá mikroskopicky na základě absence terminálních chlamydospor a na základě biochemických konfirmačních testů
Za účelem zrychlení procesu klinické identifikace se používají tzv. chromogenní půdy. Na těchto půdách utvářejí kvasinky kolonie různých barev specifických pro daný druh. Děje se tak na základě využívání (nebo nevyužívání) chromogenních druhově specifických substrátů, které pak kolonie obarvují. Používané půdy jsou např. HiCrome Candida Differential agar nebo CHROMagar Candida. K identifikaci se rovněž používá PCR, která využívá amplifikaci DNA úseků vyskytujících se u konkrétních druhů.
Tyto kvasinky štěpí glukózu, galaktózu, maltózu. Naopak laktózu a rafinózu neštěpí. Optimální růstová teplota je 25 °C, ale jsou schopné růst i při 30 °C a 37 °C. Jsou lipáza pozitivní a rostou i při 10% NaCl.

## Rozmnožování
Jako většina kvasinek je i Candida tropicalis schopna nepohlavního rozmnožování pučením. Do roku 2011 byla považována za výhradně nepohlavně se množící organismus. Poté bylo zjištěno, že za uměle nastavených laboratorních podmínek je schopná parasexuálního rozmnožování. Diploidní buňky kvasinek mohou formovat tetraploidní, v nichž může docházet ke ztrátě chromozomu a následné regeneraci buněk diploidních. Tyto diploidní buňky jsou znovu vzájemně kompetentní a mohou opakovat popsaný proces podle tzv. parasexuálního cyklu. Ve volně se vyskytujících jedincích v přírodě však tento způsob zatím nebyl zjištěn a rovněž nebylo potvrzeno ani sexuální rozmnožování v laboratoři. 

## Patogenita
Největší nebezpečí u kvasinky Candida tropicalis hrozí pacientům s oslabenou imunitou. Některé studie dokonce ukázaly, že C. tropicalis je v lidském střevě více invazivní než C. albicans. Zejména u onkologických pacientů.  Její výskyt je rovněž zvýšený v tropických zemích a v těchto oblastech hrozí i větší riziko infekce z prostředí. V imunodeficientních pacientech je schopna rychlého šíření. 
Kvasinky jsou vybaveny několika faktory virulence, které usnadňují její šíření a napadání oslabeného jedince. Mezi ně patří schopnost adherence k hostitelské tkáni, produkce extracelulárních enzymů (hlavně proteáz), tvorbu hyf (obrana proti imunitnímu systému hostitele), produkce biofilmu. Nejdůležitější skupiny extracelulárně sekretovaných enzymů jsou proteinázy (hydrolýza peptidových vazeb) a fosfolipázy (hydrolýza fosfolipidů). Tyto enzymy jsou klíčové pro průnik kvasinek do hostitele a zároveň působí proti imunitnímu systému. 
C. tropicalis vylučují tzv. vylučované asparagové proteázy (z anglického secreted aspartic proteases - SAP), které produkuje i C. albicans, u které byly zkoumány. SAP jsou důležité k adherenci ke sliznici hostitele a k průniku k orgánům. Využívají SAP k adherenci k cílovým buňkám tkání. Druhy s nižší aktivitou SAP mají prokazatelně nižší schopnost adherence. Zatímco SAP mohou rozkládat specifické proteiny, geny podobné aglutininu (z anglického aglutinin-like sequence - ALS) kódují glykoproteiny buněčného povrchu, které se podílejí na adhezi k povrchu hostitelských buněk. Fosfolipázy se uplatňují v narušení membrány buněk hostitelských tkání, čímž je umožněn vstup hyfy do cytoplazmy. 
V rámci rodu Candida je C. tropicalis nejaktivnější v produkci biofilmu. Problémy způsobuje u zubních protéz nebo různých plastových katétrů apod., kdy spolu s bakteriemi tyto pomůcky osidlují, tvoří biofilm a omezují tím tak jejich životnost. Tvorba biofilmu rovněž zvyšuje odolnost vůči antimykotikům. Pro určité typy infekcí je tak tvorba biofilmů hlavním virulentním faktorem.

## Synonyma
- Oidium tropicale Castellani (1910)
- Monilia tropicalis (Castellani) Castellani & Chalmers (1913)
- Endomyces tropicalis Castellani (1911)
- Myceloblastanon tropicale (Castellani) Ota (1928)
- Castellania tropicalis (Castellani) Dodge (1935)
- Procandida tropicalis (Castellani) Novák & Zsolt (1961)
- Candida bonordenii (Vuillemin) Basgal (1931)
- Candida paratropicalis (Castellani) Basgal (1931)
- Mycocandida paratropicalis (Castellani) Guerra (1935)
- Castellania paratropicalis (Castellani) Dodge (1935)
- Candida paratropicalis J.G. Baker, Salkin, Pincus & D'Amato (1981)
- Candida bronchialis (Castellani) Basgal (1931)
- Candida enterica (Castellani) de Almeida (1933)
- Candida insolita Redaelli (Graziano 1930)
- Candida nivea (Castellani) Basgal (1931)
- Castellania accraensis (Macfie & Ingram) Dodge (1935)
- Monilia murmanica Plevako and Cheban (1935)
- Parasaccharomyces talicei Dodge (1935)
- Mycotorula japonica Yamaguchi (1943)
- Candida benhamii Novak & Vitez (1964)
- Candida citrica Furukawa, Matsuyoshi, Minoda & K. Yamada (1977) [4]